# Juan A. Olivares
Juan A. Olivares fue un obrero textil anarquista afiliado al Partido Liberal Mexicano.
Participó en la fundación del "Gran Círculo de Obreros Libres" (GCOL), en Río Blanco, Veracruz el 1 de junio de 1906.
Juan A. Olivares, José Neira Gómez, Manuel Ávila, Porfirio Meneses y Anastacio Guerrero, todos afiliados al PLM, influyeron para que el GCOL se convirtiera en una organización con conciencia política y social capaz de enfrentar la dictadura de Porfirio Díaz, y no sólo atendiera aspectos económicos como la sociedad mutualista de ahorros que le precedía. En la fundación del GCOL se establecieron cláusulas para mantener relaciones secretas con la Junta Revolucionaria encabezada por Ricardo Flores Magón en San Luis, Misuri, Estados Unidos.
El 5 de mayo de 1906 en una reunión obrera celebrada en Nogales, Veracruz, junto con José Neira Gómez y Porfirio Meneses, fundó el periódico La Revolución Social, órgano de difusión de "El Gran Círculo de Obreros Libres" que se editaba de manera clandestina en el taller del periódico El Colmillo Público de la Ciudad de México y era difundido en la región de Orizaba junto con el periódico Regeneración de los Flores Magón que llegaba desde Misuri.
En poco tiempo de operación, el GCOL había conseguido considerables avances en la organización de los obreros, las multas en la fábrica de San Lorenzo se habían suprimido y se habían creado sucursales del GCOL en todo el Cantón de Orizaba, un segundo paso sería intentar organizar a los obreros de Puebla y Tlaxcala, pero las autoridades porfiristas, dictaron orden de aprehensión contra Olivares, Neira y Meneses; quienes escaparon hacia los Estados Unidos. Neira y Olivares mantuvieron correspondencia desde El Paso, Texas, con los obreros en México, a quienes aconsejaban no pactar con las autoridades.
Las autoridades intentaron controlar el movimiento obrero en los meses siguientes, pero la experiencia del GCOL influiría de manera determinante en la rebelión obrera de Río Blanco en los primeros días de enero de 1907, que posteriormente sería considerada un suceso precursor de la Revolución mexicana y del sindicalismo en México.  
Para 1908, Juan A. Olivares era parte del grupo encabezado por los Flores Magón, Librado Rivera y Práxedis G. Guerrero, que consideraba que el anarquismo era la mejor solución contra la dictadura de Porfirio Díaz. Olivares sería encargado de impulsar la Revuelta del 25 de junio de 1908 en la zona de Orizaba. Pero los preparativos revolucionarios del PLM fueron descubiertos y el plan no se realizó.
Radicado en Los Ángeles, en 1908 formó parte del club liberal "Tierra, Igualdad y Justicia" donde junto con Fernando Palomares editaban el periódico Libertad y Trabajo.